# San Pedro de los Naranjos
San Pedro de los Naranjos es una comunidad del municipio de Salvatierra, Guanajuato. Cuenta con 4494 habitantes, 
se encuentra a 6.5 kilómetros al oeste de la ciudad Salvatierra (Guanajuato)

## Historia
En el siglo XVII, como no había iglesias, se llevaban a bautizar a los niños a la comunidad vecina, de San Nicolás de los Agustinos, por esos tiempos San Pedro de los Naranjos, era conocido como "Molino de doña Leonor Prado".  Después, se cambió el nombre a "Aquiles Serdan" en 1948. Hasta el actual San Pedro de los Naranjos.

## Festividades
• 29 de Junio: Festividad principal del pueblo: De San Pedro y San Pablo.
Hay varias actividades, entre ellas:
• "Mañanitas" a Simón Pedro, con bandas musicales de la comunidad, a las 6 am en la iglesia parroquial.
• "Alborada" Una caminata y baile por el pueblo, acompañada de música de banda.
• Baile: Algunas bandas de la región vienen a tocar al anochecer.
• Quema de fuegos pirotécnicos.
• "Subida" de la imagen de Simón Pedro, unos días después de la celebración principal.

## Hidrografía
No hay río que cruce el pueblo, pero sí arroyos y canales de agua que desembocan en el río Lerma.

## Orografía
El pueblo está ascentado en una colina, procedente del cerro de tetillas al sur. Al norte es visible la imagen del Cerro Culiacán.